# Hauptstraße (Dresden)
Die Hauptstraße (1946–1991 Straße der Befreiung) ist eine der wichtigsten Fußgängerstraßen in Dresden. Als sich verjüngende Blickachse vom Blockhaus zum Artesischen Brunnen am Albertplatz führt die Straße längs durch das frühere Altendresden, den westlichen Teil der heutigen Inneren Neustadt. 
Weitere als Hauptstraße benannte Straßen befinden sich in den Dresdner Stadtteilen Cossebaude, Langebrück und Weißig.

## Lage

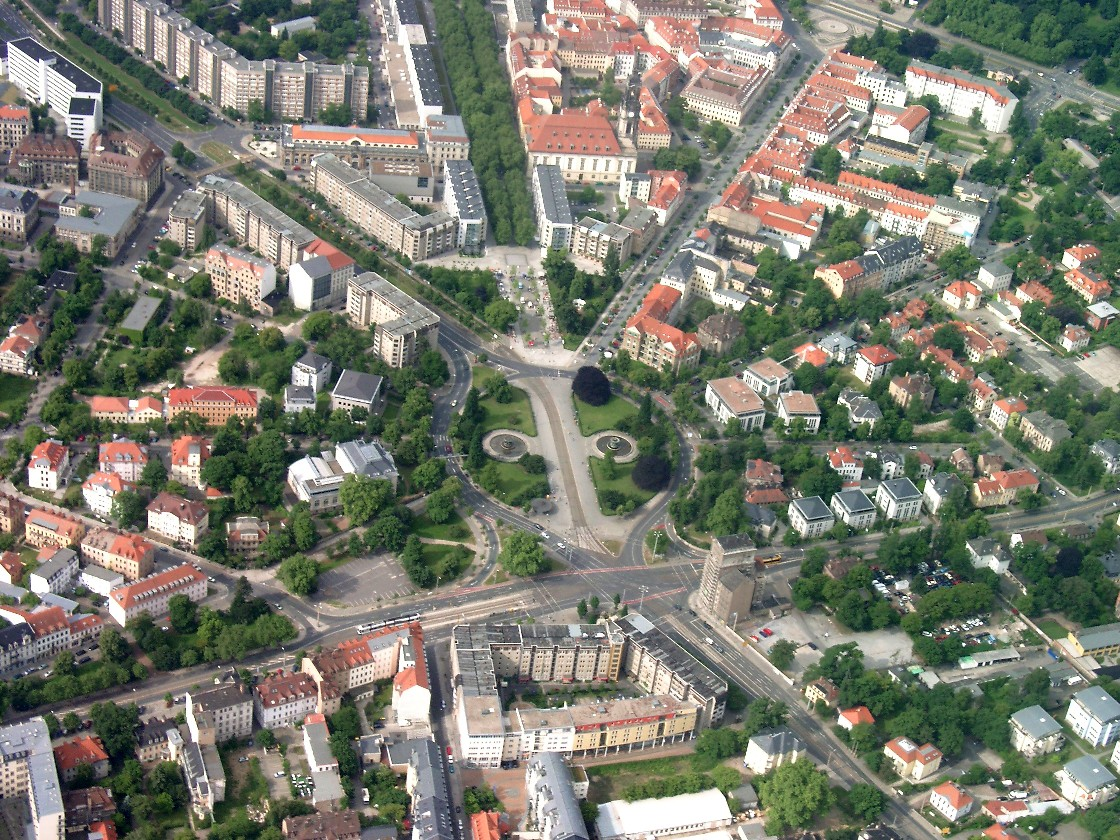
Die Hauptstraße endet in Verlängerung der Achse des Albertplatzes

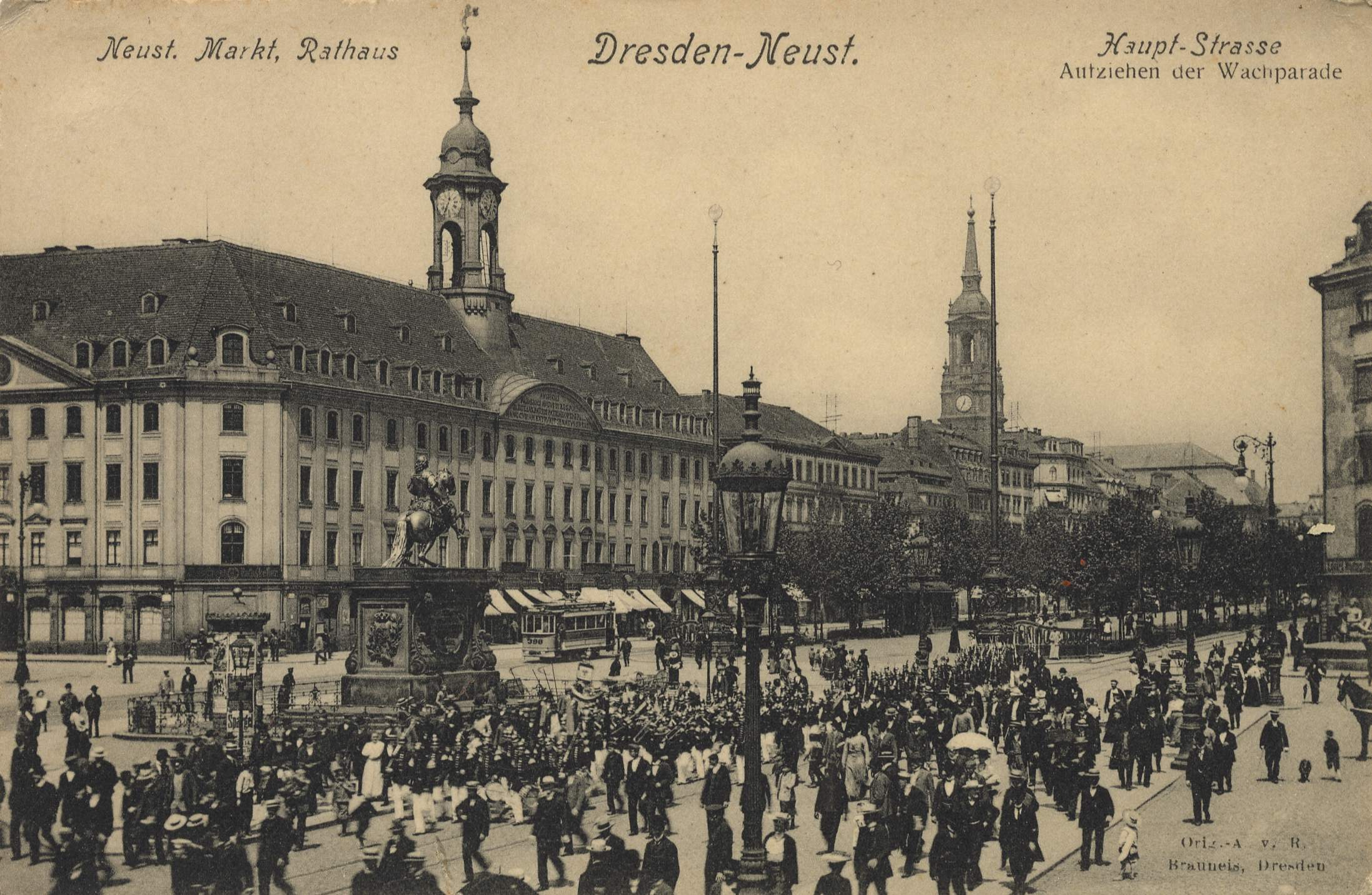
Neustädter Markt, der in die Hauptstraße mündet mit dem Neustädter Rathaus, um 1900.

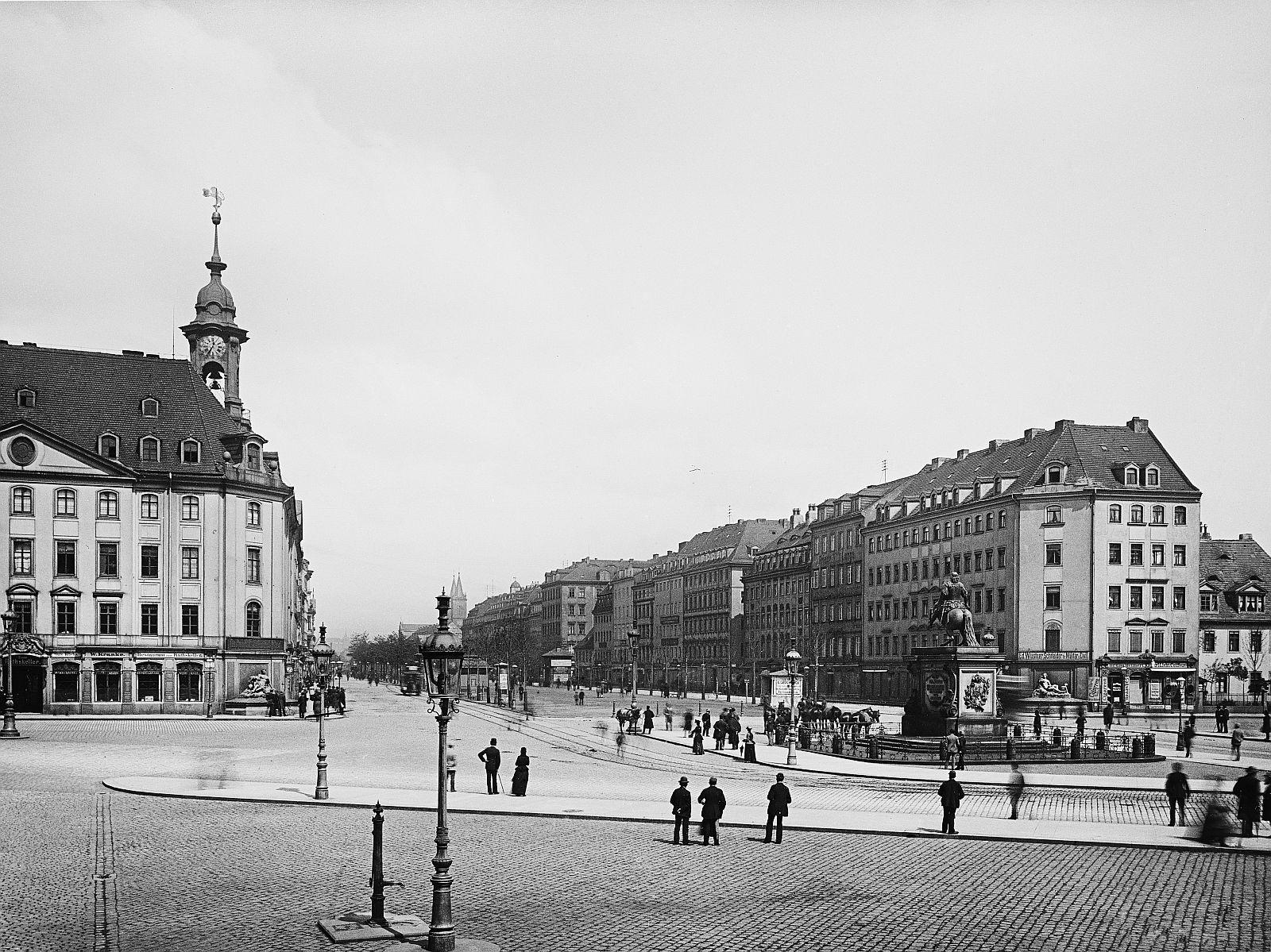
Blick über den Neustädter Markt mit dem Rathaus in die Hauptstraße, vor 1893

Die Hauptstraße verbindet den Neustädter Markt mit dem Albertplatz. Sie ist als Verlängerung der Augustusbrücke das Herz der Inneren Neustadt. Die Hauptstraße ist auf voller Länge eine Fußgängerzone, die lediglich von zwei kleineren Straßen in Höhe der Dreikönigskirche gekreuzt wird. Neben ihr verlaufen die Königstraße und die Albertstraße, mit denen sie am Albertplatz zusammentrifft.

## Geschichte

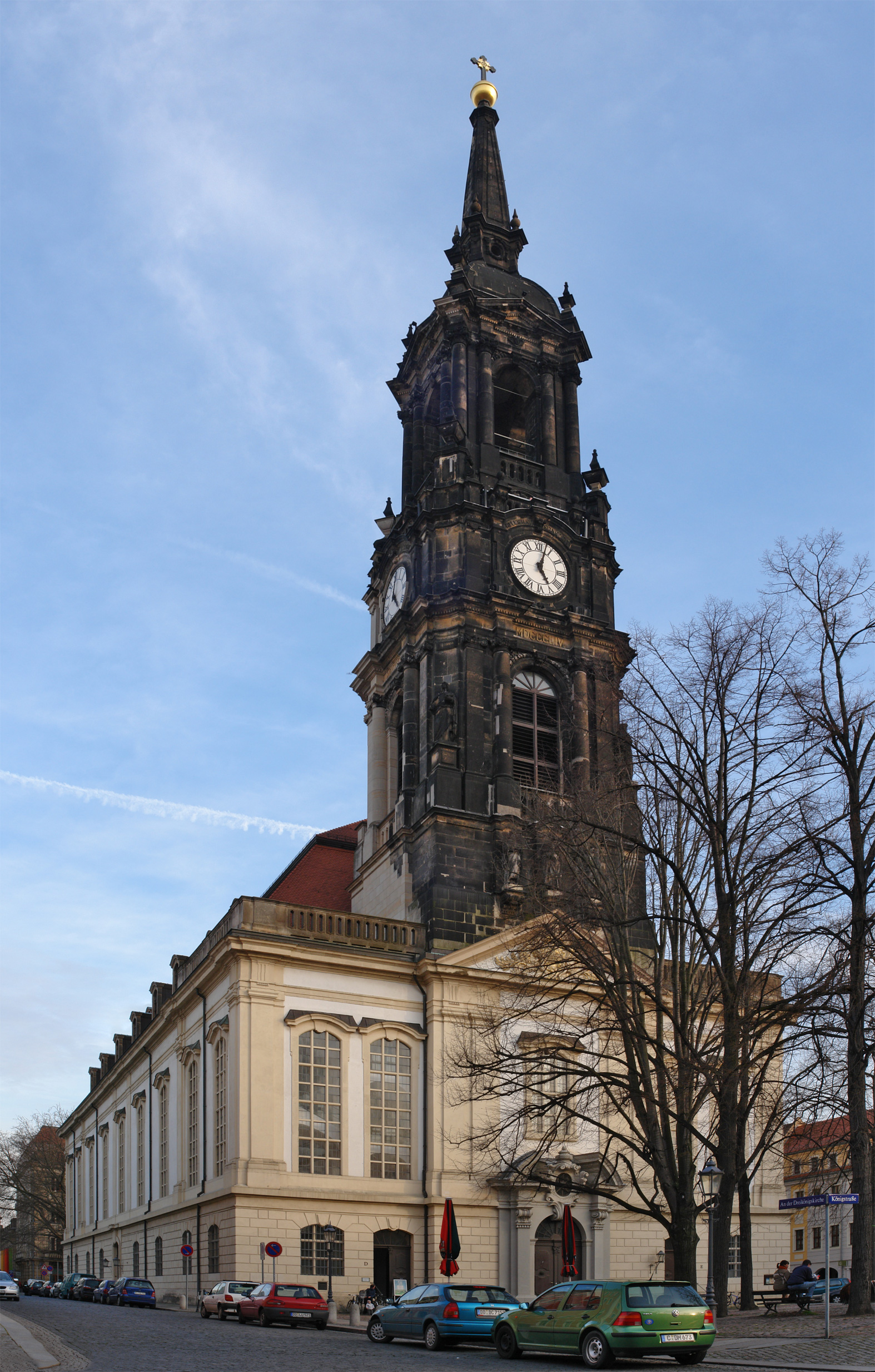
Dreikönigskirche

Die Hauptstraße entstand 1687 bis 1732 nach Plänen von Wolf Caspar von Klengel als eine der wichtigsten Straßen im wiederaufgebauten Altendresden und verlief nordwärts zum damaligen Schwarzen Tor oder Bautzner Tor (heute Albertplatz). Die 400 Meter lange Straße war am Neustädter Markt 57 Meter breit und am Schwarzen Tor 38 Meter. Dadurch ergab sich von der Augustusbrücke der Eindruck einer endlosen Allee und vom Schwarzen Tor wirkte die Straße wie ein riesiger Platz. Für die Anlage der Straße musste der Vorgängerbau der Dreikönigskirche abgebrochen werden. Der vorher auf dem Areal der Hauptstraße liegende Innere Neustädter Friedhof wurde dabei in das Scheunenhofviertel vor die Tore der Stadt verlagert. 1732 wurde die Straße zweireihig mit Linden bepflanzt.
Der Großteil der alten Bebauung wurde bei den Bombardierungen 1945 zerstört. Der Wiederaufbau hatte aber geringere Priorität als die Altstadt und wurde erst in den Jahren 1974 bis 1980 durchgeführt. Das alte Straßenkonzept wurde dabei aufgegeben, der Verkehr über die Große Meißner Straße geleitet und die Straße zur Fußgängermagistrale ausgebaut. Diese wurde am 5. Oktober 1979 der Öffentlichkeit übergeben. Für die zweireihige Bepflanzung wurden Platanen gewählt. 
Bei der insgesamt wenig rücksichtsvollen Neuplanung erwies sich insbesondere die Abriegelung von Zufahrtsstraßen des westlich der Hauptstraße noch erhaltenen Barockviertels als städtebaulicher Fehler. Im Falle der Heinrichstraße wurde dies 2012 durch Abriss der betreffenden Plattenbauten an der Hauptstraße und anschließender Neubebauung im Sinne der ursprünglich Bebauungsstruktur korrigiert. Eine Öffnung der ebenfalls abgeriegelten Rähnitzgasse zum Neustädter Markt hin ist zwar städtebaulich erwünscht, bisher aber noch nicht umgesetzt worden.

## Architektur und künstlerische Ausgestaltung

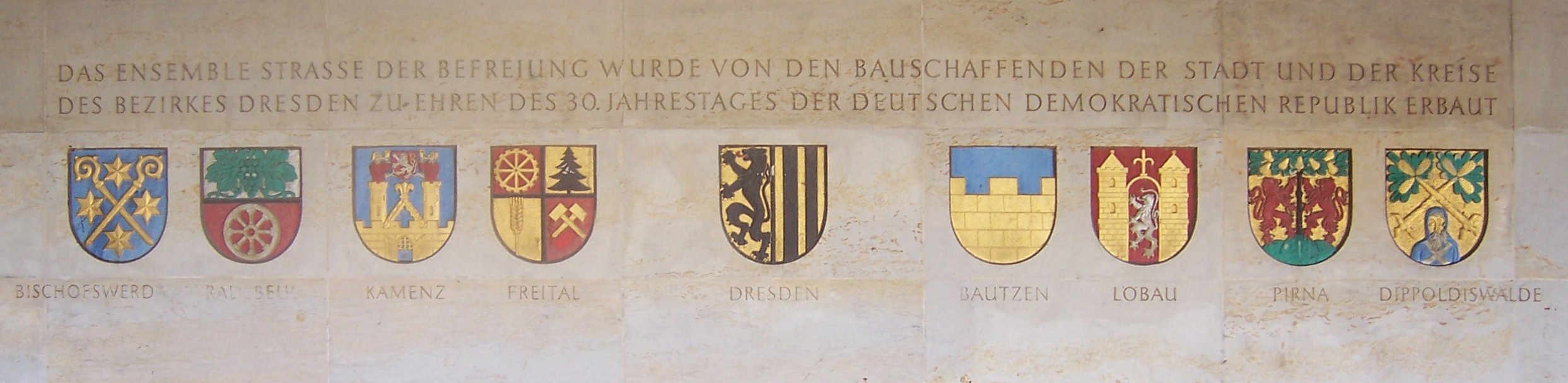
Erinnerung an den Wiederaufbau mit den Wappen von Bischofswerda, Radebeul (als größte Stadt des Kreises Dresden-Land), Kamenz, Freital, Dresden, Bautzen, Löbau, Pirna und Dippoldiswalde

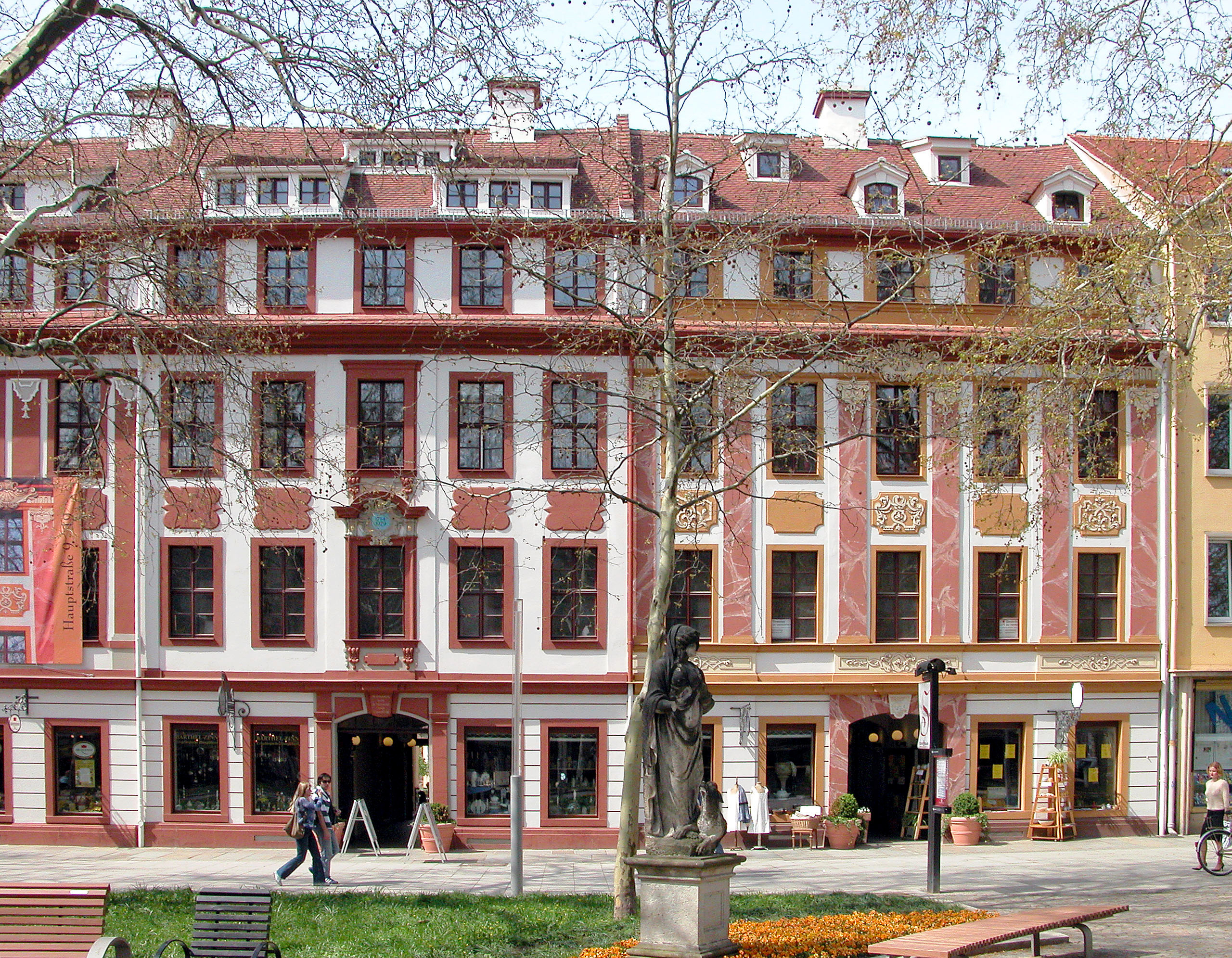
Hauptstraße 17 und 19, Wohnhäuser von Benjamin Thomae und Gottfried Knöffler

Der Großteil der Straße besteht heute aus fünfgeschossiger Wohnbebauung, in Plattenbauweise mit vorgezogenen Ladengeschäften im Erdgeschoss. Auf der westlichen Seite wurde die alte Bausubstanz aus dem 18. Jahrhundert, die erhalten geblieben war, integriert. Am Anfang der Straße sind auf der östlichen Seiten die Wappen der Kreisstädte einiger Kreise des ehemaligen Bezirks Dresden an der Häuserfront angebracht und eine Dankschrift für den Wiederaufbau der Straße der Befreiung.
In der Mitte der Hauptstraße befindet sich der Neubau der Dreikönigskirche. Ihr gegenüber steht die Neustädter Markthalle.
Am südlichen Eingang der Hauptstraße wurden zwei 1739–1741 von Johann Benjamin Thomae und Johann Gottfried Knöffler geschaffene Nymphenbrunnen aufgestellt. Diese Brunnen befanden sich vor der Zerstörung Dresdens am Neustädter Rathaus. Ebenfalls am südlichen Eingang der Straße stehen zwei 20 Meter hohe bronzene Fahnenmasten. Heinrich Epler schuf sie 1893 im Gedenken an den Besuch von Kaiser Wilhelm I. in Dresden. Die Masten sind mit jeweils einem Reliefbild von Wilhelm I. und dem sächsischen König Albert verziert. Die Balustrade und die Sitzbänke sind aus schwedischem Granit. Vorbild für diese Fahnenmasten waren zwei Masten aus dem 16. Jahrhundert in Venedig von Alessandro Leopardi. Im Haus Hauptstraße 9 erinnern zwei Tafeln an Ernst Traugott Tischer. Er lebte in diesem Haus von 1869 bis 1873 und war Förderer des Dresdner Bürgerhospitals. Das Porträtrelief mit den Maßen 70 mal 59 Zentimeter wurde 1898 von Max Geissler geschaffen. Vinzenz Wanitschke schuf die Zusatztafel (49 mal 58 Zentimeter). Beide Tafeln wurden am 22. Mai 1996 enthüllt. 
Beim Wiederaufbau 1979 wurden acht barocke Sandsteinfiguren, die ehemals im Zwinger standen, in der Mittelachse der Hauptstraße in zwei Vierergruppen aufgestellt. Dabei handelt es sich um Statuen von Johann Baptist Dorsch, Thaddäus Ignatius Wiskotschill und Johann Ferdinand Feige. Des Weiteren wurden zwei von Werner und Christian Hempel gefertigte Barockvasenkopien sowie eine Schmuckuhr aufgestellt. In Höhe der Einmündung des Obergrabens steht ein Sandsteinbrunnen mit vier Metern Durchmesser, der 1982/1983 restauriert wurde.
Östlich der Plattenbauten stehen vor einer Kindereinrichtung Steinzeugplastiken von Dieter Graupner aus dem Jahr 1977 – eine Fohlengruppe und Schmetterlinge.
Der nördliche Abschluss ist der zuletzt fertiggestellte Teil der Hauptstraße. Die Plattenbauten wurden in den 2000er Jahren renoviert und erhielten neue Fassaden. Im Zuge dieser Arbeiten wurden hier neue Wasserspiele installiert. Nur wenige Meter davon entfernt steht das 1913 von Selmar Werner errichtete Schillerdenkmal. Es besteht aus weißem Laaser Marmor und zeigt die Gestalt des Dichters umgeben von einer hüfthohen Marmormauer. An den Innenseiten der Mauer sind neun Reliefs mit Darstellungen aus Schillers Werken angebracht. Im Erdgeschoss der östlichen und westlichen Enden der Plattenbauten sind Restaurants untergebracht, vor dem westlichen Restaurant „Am Thor“ steht die Bronzeplastik „Alter Bock auf Säule“ von Peter Fritzsche aus dem Jahr 1985.
Im Gedenken an den Mosambikaner Jorge Gomondai, der 1991 in der Nähe des Ortes einem fremdenfeindlichen Überfall zum Opfer fiel, wurde das Ende der Hauptstraße im März 2007 in Jorge-Gomondai-Platz umbenannt.
In der Hauptstraße 13 befindet sich das Kügelgenhaus – Museum der Dresdner Romantik. Es trägt heute noch die Inschrift in großen, goldenen Buchstaben: „An Gottes Segen ist alles gelegen“ (der Gottessegen). Erbaut wurde es Anfang bis Mitte des 18. Jahrhunderts vom Grafen Zinzendorf. Mit dem Automobilmuseum und dem Dresdner Fußballmuseum befanden sich in der Straße zwei weitere Dresdner Museen. In nächster Nähe liegen außerdem die Museen im Jägerhof und das Kunsthaus Dresden.

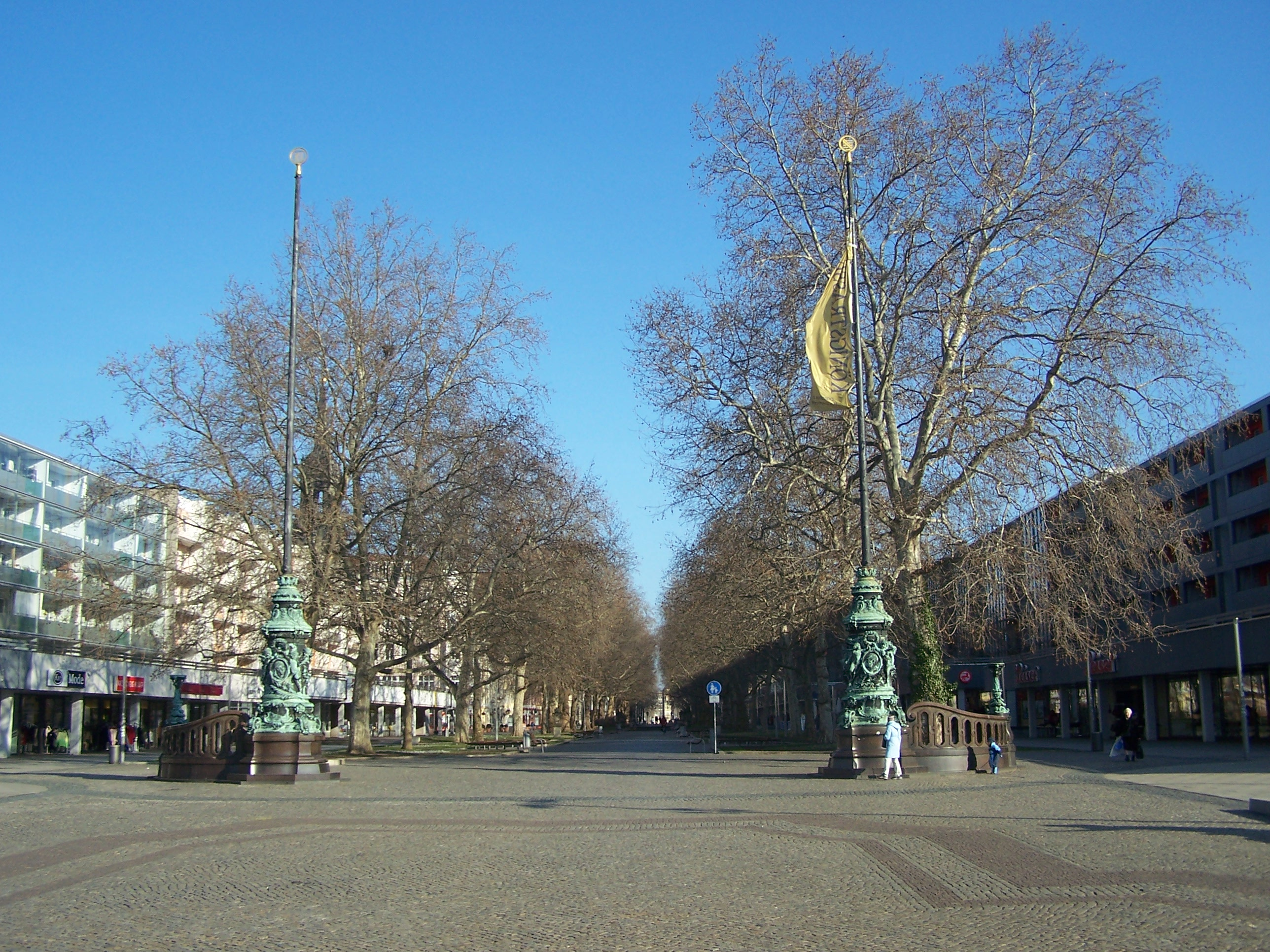
Denkmalgeschützte Fahnenmasten am Eingang der Hauptstraße
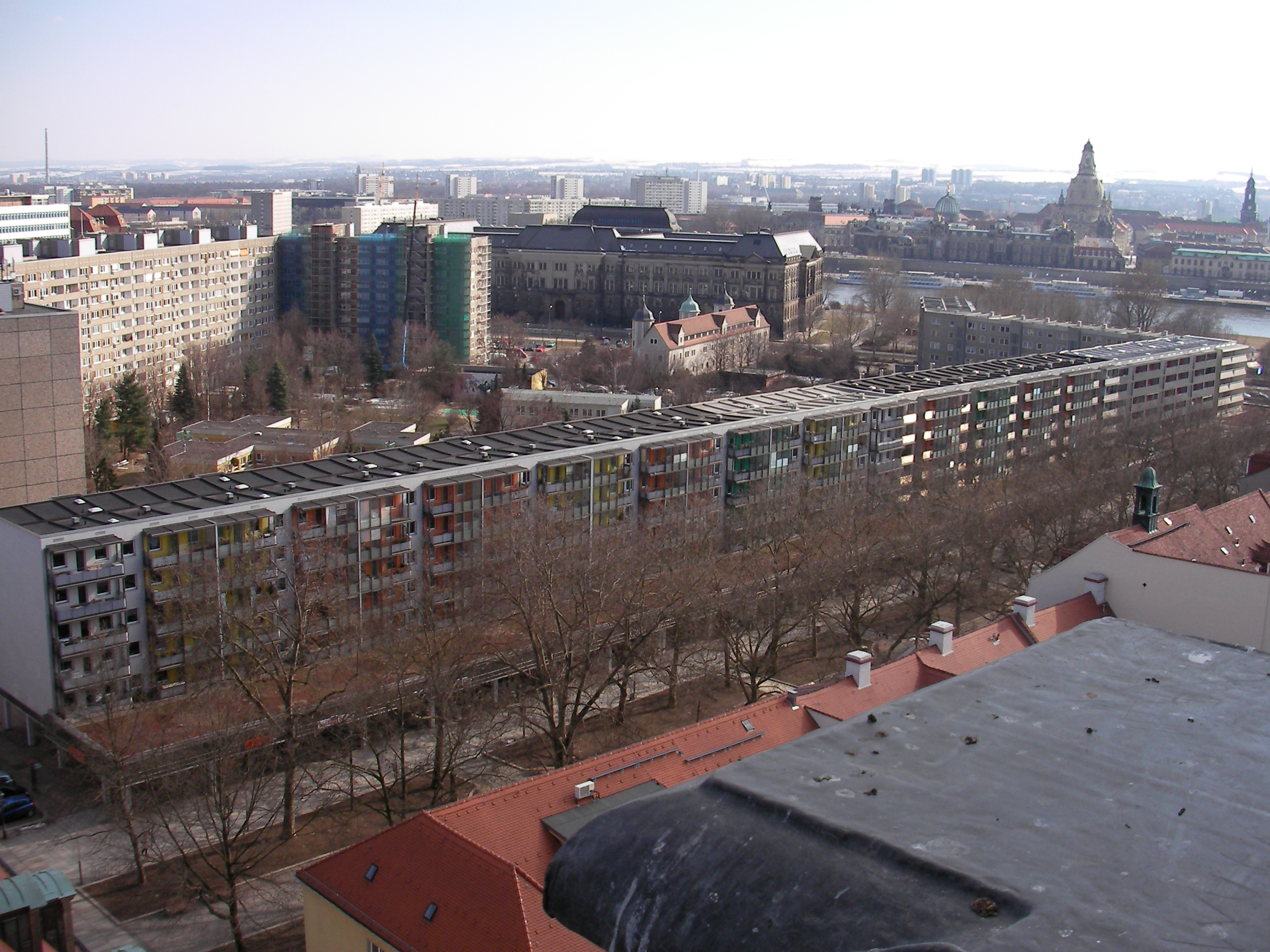
Blick auf den südlichen Teil der Hauptstraße vom Turm der Dreikönigskirche
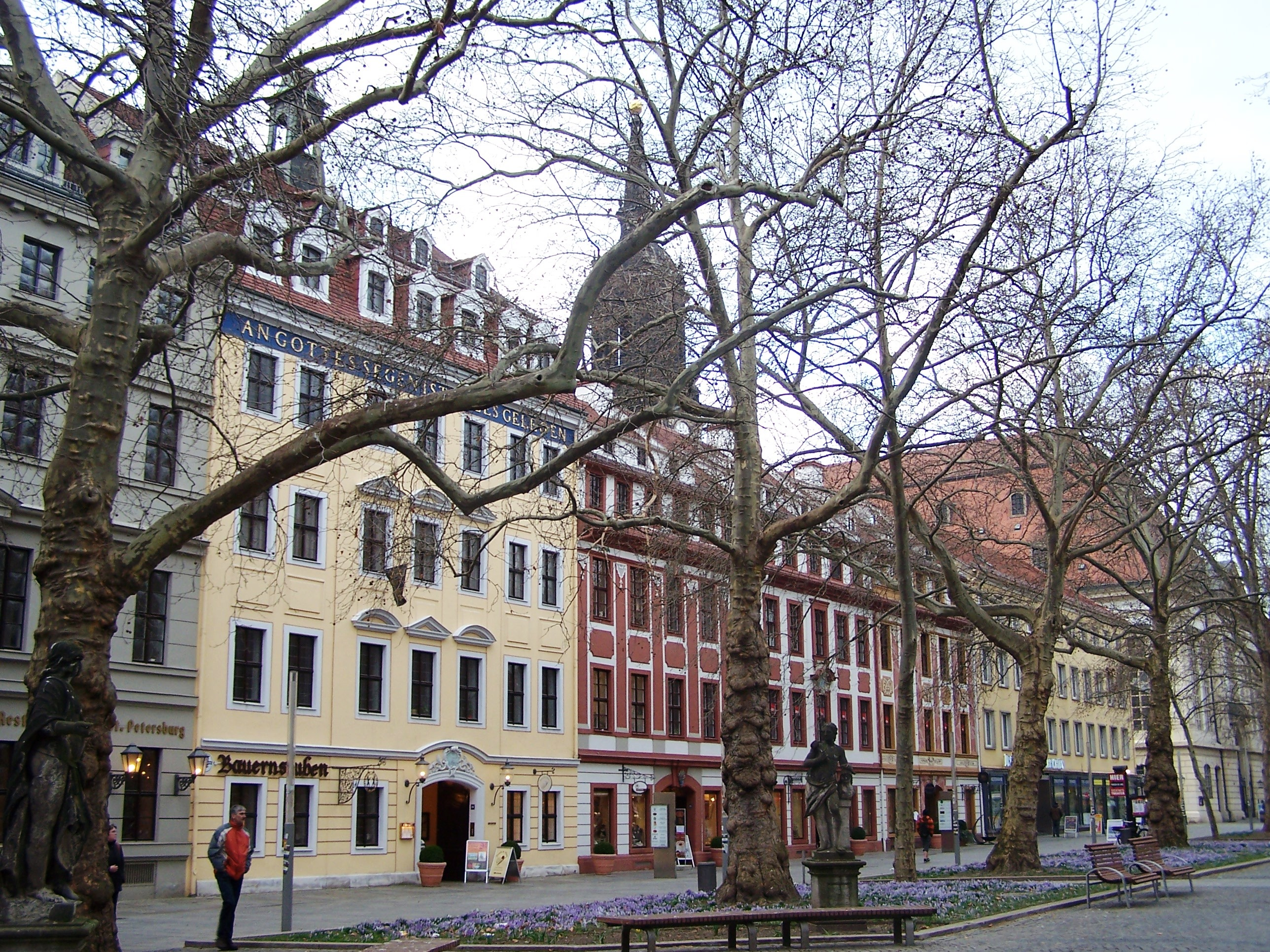
Kügelgenhaus – Museum der Dresdner Romantik
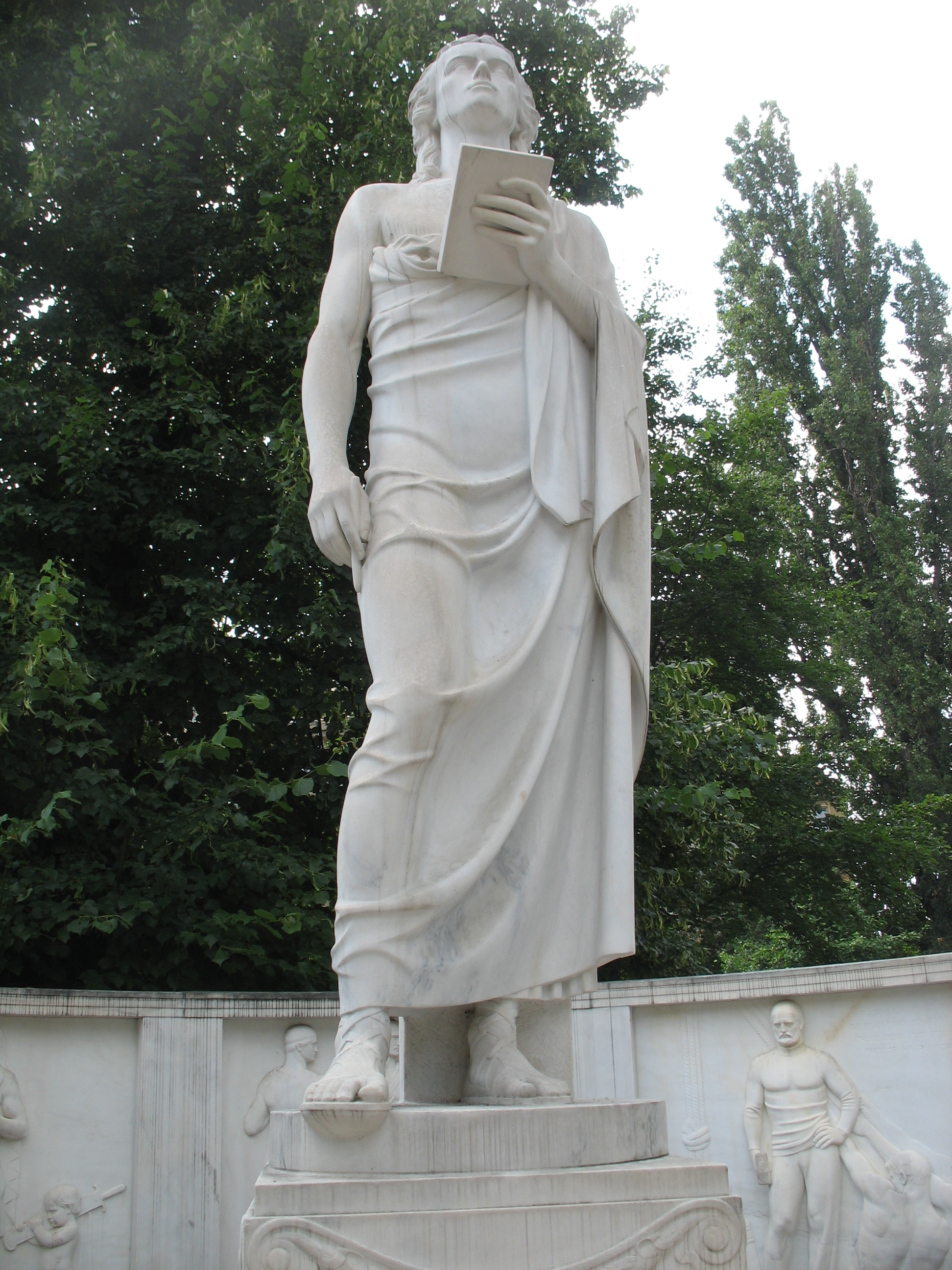
Schillerdenkmal von Selmar Werner